# 乔治奥斯·帕潘德里欧

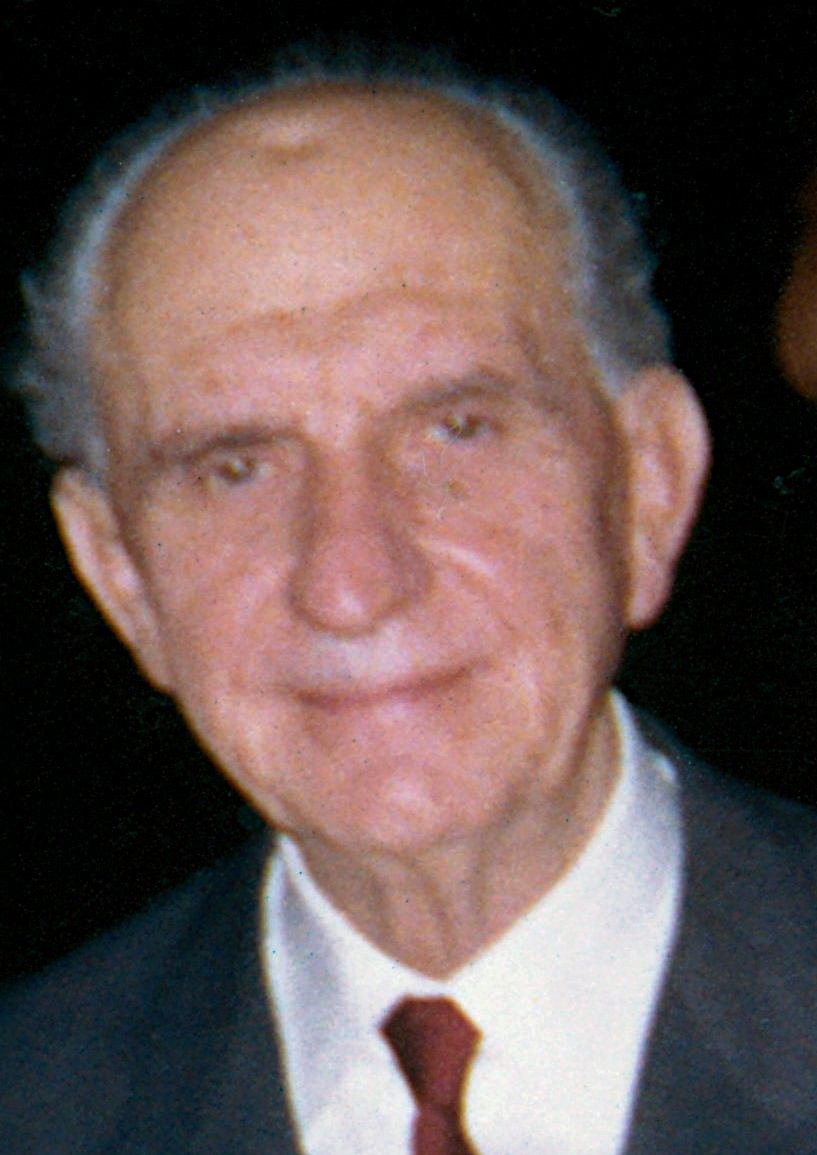
乔治奥斯·帕潘德里欧

乔治奥斯·帕潘德里欧（羅馬化：Geórgios Papandréou；1888年2月13日—1968年11月1日）是一位希腊政治家。希腊帕潘德里欧“政治王朝”创始人，安德烈亞斯·喬治烏·帕潘德里歐的父親、喬治·帕潘德里歐的祖父，祖孫三代皆任首相或總理。他曾三次担任希腊首相（1944年–1945年，1963年，1964年–1965年）。1950年–1952年，乔治奥斯·帕潘德里欧在尼古拉斯·普拉斯提拉斯和韋尼澤洛斯的政府中，担任希腊副首相，並從1923起多次擔任內閣的部長。其政治生涯共經歷了50多年。

## 早年
1888年他出生於伯羅奔尼薩半島北部亞該亞的卡列茲，是東正教大主教安德列·帕潘德里欧的兒子。求學生涯在雅典學法律、在柏林學政治學，因此受德國的社會民主主義的影響極深，堅決反對君主制並推行社會福利政策，但又強烈反共，特別是希臘共產黨的政見。他自年輕時就加入韋尼澤洛斯的自由黨，成為韋尼親密的政治夥伴，韋尼也在1912年巴爾幹戰爭時任命他為希俄斯總督。
他共有兩次婚姻，和兩任妻子各育有安德烈·帕潘德里歐及喬治·帕潘德里歐兩子。

## 政治生涯

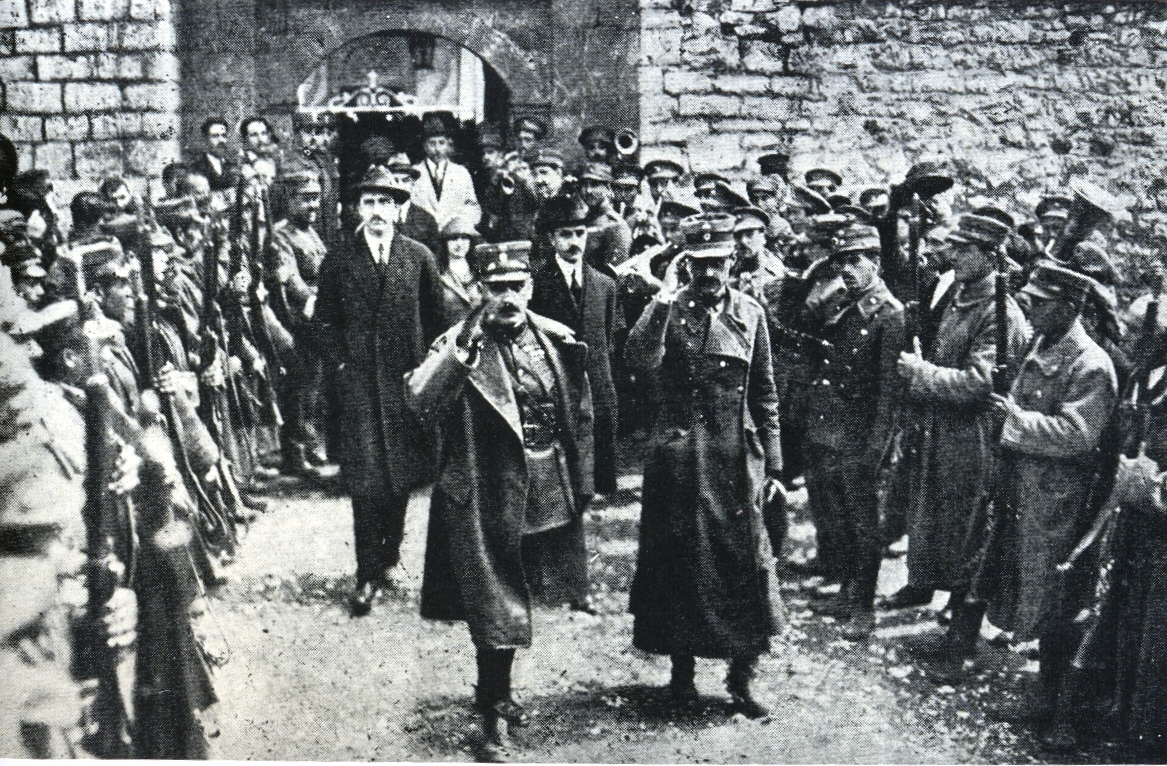
1922年的革命領導人尼古拉斯·普拉斯提拉斯與其顧問乔治·帕潘德里欧（左方）

帕潘德里歐在1917-1920年擔任愛琴海群島省長，1923年當選麥迪里尼地區的眾議員。1930-1932擔任韋尼澤洛斯內閣的教育部長，改革學校並強力推動一個大型的建校計畫，替希土戰爭的難民建立許多學校。1930年代韋尼的自由黨成為在野黨並採取暴力的非法反抗時，他認為非法路線遠離民心，遂在1935年脫黨自創了民主社會黨，但因其反君主制的立場，在1936年被美塔薩克斯的保王獨裁政權給強制流放。

### 二戰獨立後

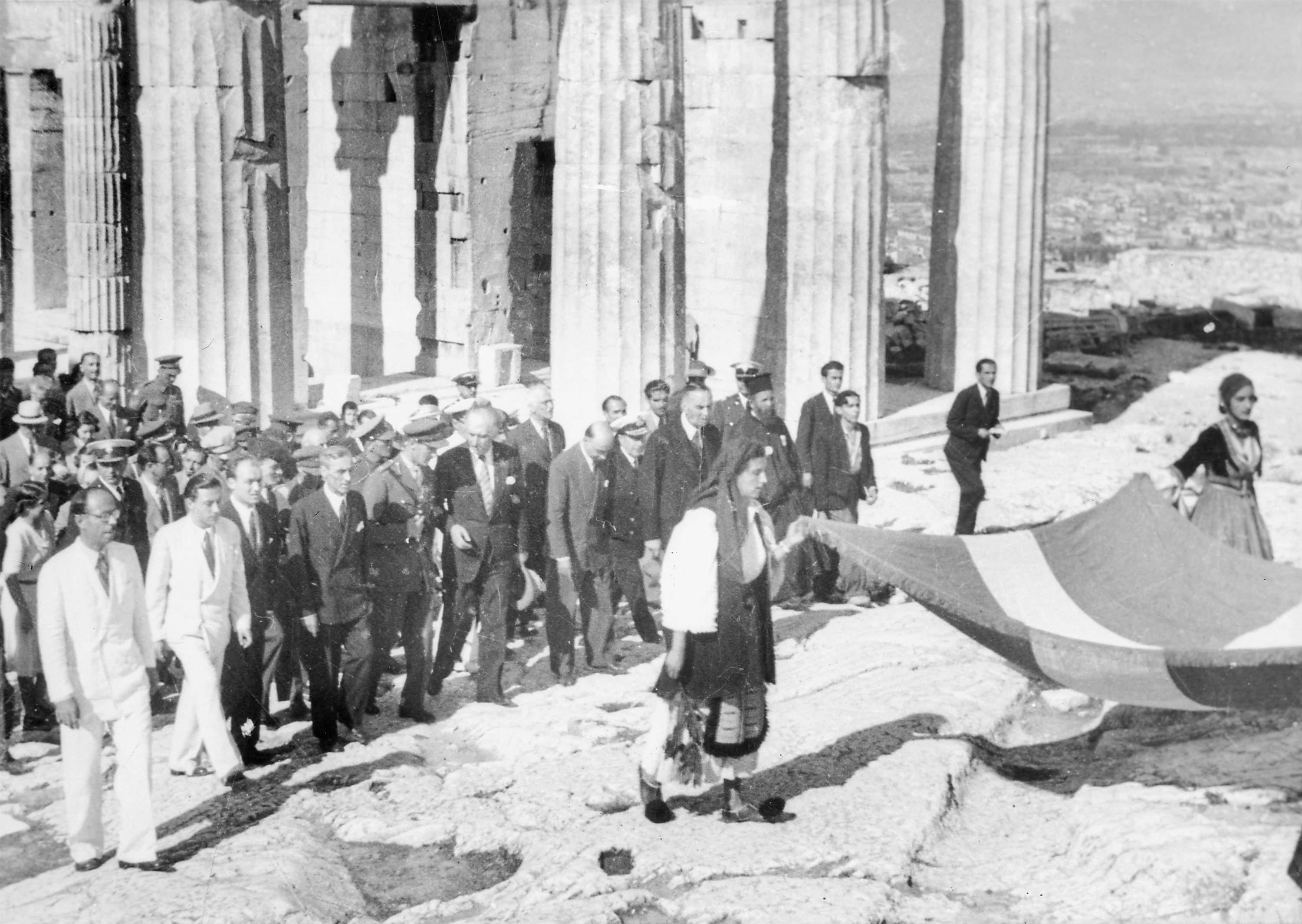
1944年軸心國佔領結束後，乔治·帕潘德里欧和其他人出現在雅典衛城

1941-1944年軸心國佔領希臘時期，他曾回國被短暫拘禁，並在1944年逃往中東。同年10月希臘解放獨立後，他回國並成為總理。當時全國多數地區已被希臘共產黨佔領，而作為一個親英且堅定的反共主義者，帕潘德里歐的內閣成了1944年12月共軍叛亂的攻擊目標。雖然英國的出兵拯救了他的中央政府，但其首相一職仍被將軍尼古拉斯·普拉斯提拉斯取代。
1949年希臘內戰結束並由親英美政府完全執政之後，1950年他創立乔治·帕潘德里欧黨，並在1952年的全國大選中，與帕帕戈斯將軍聯手合作而獲勝，但兩人隨即拆夥。1950年代後期他成為自由黨聯合主席一段時間後，成為1961年操縱「中間聯盟」改組重建的核心力量。因為他懷疑同年大選時右派政黨的勝利乃暴力與詐欺的作票結果，帕潘德里欧遂發動「'無畏的鬥爭」反擊選務，居然扭轉選舉結果而在1963年大勝執政。

### 首相與政變
他是個成功的政治演說家，其煽動性的演說魅力讓他適合成為反對派而非執政者，他自己也更喜歡當在野反對派。但是當他在1963、1964年兩次選贏前首相康斯坦蒂诺斯·卡拉曼利斯後（1964年大選更是戰後有史以來得票最高的政黨──53%得票率），他的中間聯盟政府開始執政並進行一些改革，以教育領域最為成功。他最巨大的影響是推動希臘政壇朝進步路線邁進並打擊保守右派的信心。
但是當1965年塞浦路斯問題（希、土兩國爭奪塞國的制憲權）惡化之後，面對出兵與國防議題，他與國王康斯坦丁二世爭奪國防部的控制權，爆發君相的嚴重衝突，導致他在1965年7月被免職而倒台。雖然他在1967年的大選前穩操勝券而即將重新執政，但當年4月21日因喬治斯·帕帕佐普洛斯上校發動政變並開始軍人獨裁，使得帕潘德里欧被獨裁政府軟禁，一直到1968年11月他去世。

## 葬禮和紀念
在他的葬禮上，1/5的雅典人參加了葬禮並激昂地悼念，於是演變成第一個反抗軍人獨裁的群眾示威（仍被鎮壓），這些反抗力量與民望成為他長子安德烈·帕潘德里歐執政的能量與本錢。他與兒子都葬在雅典的第一公墓。
在1967-1974年軍人獨裁期和他死後，他經常被親暱地的稱為「民主老人」。1965年，貝爾格勒大學授予他榮譽博士學位。

## 延伸閱讀
- Kassimeris, Christos. "Causes of the 1967 Greek coup." Democracy and Security 2#1 (2006): 61-72.
- Wilsford, David, ed. Political leaders of contemporary Western Europe: a biographical dictionary (Greenwood, 1995) pp. 346–75.